# نیو هیون (میزوری)
نیو هیون (به انگلیسی: New Haven) یک شهر در ایالات متحده آمریکا است که در شهرستان فرانکلین، میزوری واقع شده‌است. نیو هیون ۸٫۹۴ کیلومتر مربع مساحت و ۲٬۰۸۹ نفر جمعیت دارد و ۲۰۵٫۱۳ متر بالاتر از سطح دریا واقع شده‌است.

## خواهرخوانده
شهر برگهولزهاوزن خواهرخواندهٔ نیو هیون، میزوری هست.